# Grevensberg
Grevensberg este o arie protejată (arie specială de conservare — SAC, sit de importanță comunitară — SCI) din Suedia întinsă pe o suprafață de 2,1 ha, integral pe uscat.

## Localizare
Centrul sitului Grevensberg este situat la coordonatele 60°07′30″N 16°07′16″E / 60.1249°N 16.1211°E.

## Înființare
Situl Grevensberg a fost declarat sit de importanță comunitară în ianuarie 1997 pentru a proteja 1 specie de plante. Situl a fost protejat și ca arie specială de conservare în martie 2011.

## Biodiversitate
Situată în ecoregiunea boreală, aria protejată conține 1 habitat natural: Taiga vestică.
La baza desemnării sitului se află o specie protejată de  plante: Buxbaumia viridis.